# مملكة كوتوكو
كانت مملكة كوتوكو ملكية أفريقية فيما يعرف اليوم بشمال الكاميرون ونيجيريا وجنوب غرب تشاد. يُعرف سكانها وذريتهم الحديثة باسم شعب كوتوكو.
تزامن صعود كوتوكو مع تراجع حضارة ساو في شمال الكاميرون. ترأس الملك الدولة الناشئة، والتي جاءت لاحتواء العديد من الممالك الأصغر. ومن بين هذه كانت كوسيري، لوجون بيرني، مكاري، ومارا. انتشرت كوتوكو في مناطق من ما يعرف اليوم بشمال الكاميرون ونيجيريا وجنوب غرب تشاد وذلك بحلول منتصف القرن الخامس عشر. برزت لوغون-بيرني باعتبارها الممالك الأكثر نفوذاً في كوتوكو.
جلبت إمبراطورية كانيم شمال كوتوكو إلى دائرة نفوذها في وقت مبكر. من خلال أعمال المبشرين والفاتحين، تحول معظم شمال كوتوكو إلى الإسلام بحلول القرن التاسع عشر. في نفس القرن، كانت كوتوكو نفسها تندرج بالكامل في إمبراطورية بورنو ، واستمر الإسلام في الانتشار. قسم حكام بورنو الإقليم إلى نصفين أحدهما شمالي والأخر جنوبي، مما سمح لوغون-بيرني في الجنوب بالحفاظ على درجة من الحكم الذاتي تحت حكم رئيسها. تم تقسيم لوغون-بيرني إلى مقاطعات يرأسها رؤساء قبائل.
تم تقسيم كوتوكو، إلى جانب بقية بورنو، بين القوى الأوروبية خلال الفترة الاستعمارية لأفريقيا. في العصر الحديث، كان هناك بعض الصراع بين كوتوكو والبقارة.